# Шашова (Росія)
Ша́шова (рос. Шашова) — присілок у складі Упоровського району Тюменської області, Росія.
Населення — 145 осіб (2010, 148 у 2002).
Національний склад станом на 2002 рік:
- росіяни — 91 %